# کودوورده
کودوورده (به آلمانی: Kuddewörde) یک شهر در آلمان است که در هرتسوگتوم لاونبورگ واقع شده‌است.
 کودوورده  ۱٬۳۷۷ نفر جمعیت دارد.